# Hetvehely
Hetvehely là một thị trấn thuộc hạt Baranya, Hungary. Thị trấn này có diện tích 21,38 km², dân số năm 2010 là 443 người, mật độ 21 người/km².